# پمپ‌بنزین (فیلم)
«پمپ‌بنزین» (انگلیسی: Gas) فیلمی در ژانر کمدی-درام است که در سال ۲۰۰۴ منتشر شد. از بازیگران آن می‌توان به فلکس الکساندر اشاره کرد.